# Tucholaskoven
Tucholaskoven (polsk: Bory Tucholskie, kasjubisk: Tëchòlsczé Bòrë) er en stor skov i nærheden af byen Tuchola i det nordlige Polen mellem floderne Brda og Wda. Bory Tucholskie Nationalpark ligger i hjertet af skovens biosfærereservat, udpeget af UNESCO i 2010.

## Landskab
Området blev dannet i den seneste istid og er dækket af lave bakker samt over 900 søer dannet efter istiden. Med sine 3.200 km² af graner og fyr er området en af de største skove i Polen og Centraleuropa. Siden 1996 har 46,13 km² af området været udnævnt til Bory Tucholskie Nationalpark. Omkring 30 % af området er beboet af kociwiacy-befolkningsgruppen. De største byer er Czersk og Tuchola.

## Historie
Under det Tyske Kejserrige fandtes her et militært øvelsesområde, Truppenübungsplatz Gruppe, hvor der blandt andet blev foretaget medicinske forsøg, hvorved navnet kom i en række medicinske rapporter fra begyndelsen af det 20. århundrede. Under første verdenskrig blev den pacifistiske læge Georg Friedrich Nicolai forflyttet hertil, inden han endte med at flygte til Danmark. Efter første verdenskrig overgik området til Polen som et led i Versailles-freden (polske korridor).
I 1939 fandt et af de tidligste slag under anden verdenskrig sted i Tucholaskoven som en del af felttoget i Polen. Kort efter blev det tidligere tyske militærområde igen besat af tyske tropper, denne gang under navnet Truppenübungsplatz Westpreußen med kodenavnet "Heidekraut".
Mellem august 1944 og januar 1945 udførte SS-tropper under ledelse af Hans Kammler og Walter Dornberger omfattende test af A-4-missiler (V2-raketter), efter at testområdet nær Blizna var blevet opdaget af Armia Krajowa og derpå bombet af allierede fly. Cirka 107 missiler blev affyret i sydlig retning som led i test og oplæring i anvendelsen. I januar 1945 måtte området evakueres, før den Røde Hær indtog stedet.
Efter anden verdenskrig var skoven et sikkert tilflugtssted for antikommunistiske partisaner, heriblandt Zygmunt Szendzielarz.

## Biosfære-reservat
I 2010 blev Tucholaskovområdet udpeget af UNESCO til biosfære-reservat. Centralt i dette reservat ligger nationalparken, og yderligere 25 naturreservater ligger inden for bufferzonen. Bufferzonen omfatter blandt andet landskabsparkerne Tuchola, Wda, Wdzydze og Zaborski. Der er også en transitzone, der omfatter byen Tuchola og tilstødende distrikter. Reservatets centrale område er på 78,81 km², mens arealet af de tre zoner tilsammen er på 3.195 km².